# Ortigosa de Rioalmar
Ortigosa de Rioalmar es una localidad española del municipio abulense de Manjabálago y Ortigosa de Rioalmar, en la comunidad autónoma de Castilla y León.

## Historia
A mediados del siglo XIX, el lugar, ya por entonces en el mismo municipio que Manjabálago, tenía unas 20 casas. La localidad aparece descrita en el noveno volumen del Diccionario geográfico-estadístico-histórico de España y sus posesiones de Ultramar de Pascual Madoz de la siguiente manera:

HORTIGOSA DEL RIO ALMAR: l. que forma ayunt. con Manjabalago, de la prov. y dióc. de Avila (5 1/4 leg.), part. jud. de Piedrahita (5) , aud. terr. de Madrid (20), c. g. de Castilla la Vieja (Valladolid 20): sit. en la falda de un cerro, le combaten los vientos N. y O., y su clima es frío, padeciéndose continuamente catarrales y pulmonías. Tiene sobre 20 casas de mala construccion distribuidas en una calle; una casa bastante buena, propiedad del Sr. marqués de Tamames, y una igl. parr. (San Andrés Apóstol) aneja de Manjabalago, cuyo párr. la sirve. térm., terreno, riqueza y demas circunstancias, con su ayuntamiento. (V.)
(Madoz, 1847, p. 238)

En 2013 el municipio de Manjabálago cambió su nombre por el de Manjabálago y Ortigosa de Rioalmar para incorporar en él a Ortigosa, por entonces una localidad más poblada que Manjabálago, sede del ayuntamiento. En 2022, Ortigosa de Rioalmar tenía empadronados 12 habitantes.

## Patrimonio

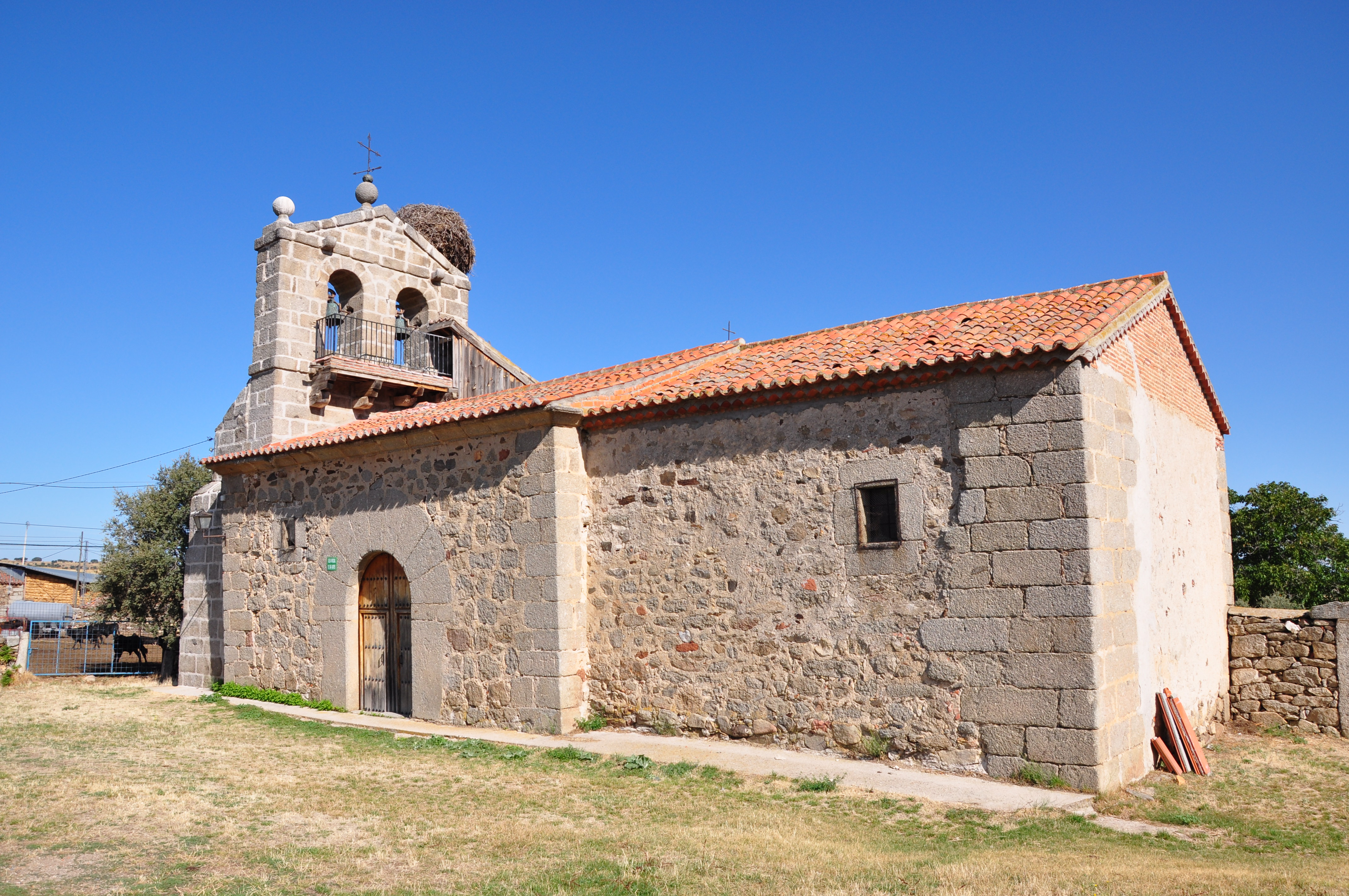
Iglesia de San Andrés

En la localidad hay una iglesia bajo la advocación de San Andrés Apóstol.